# Pierre Joseph Garidel

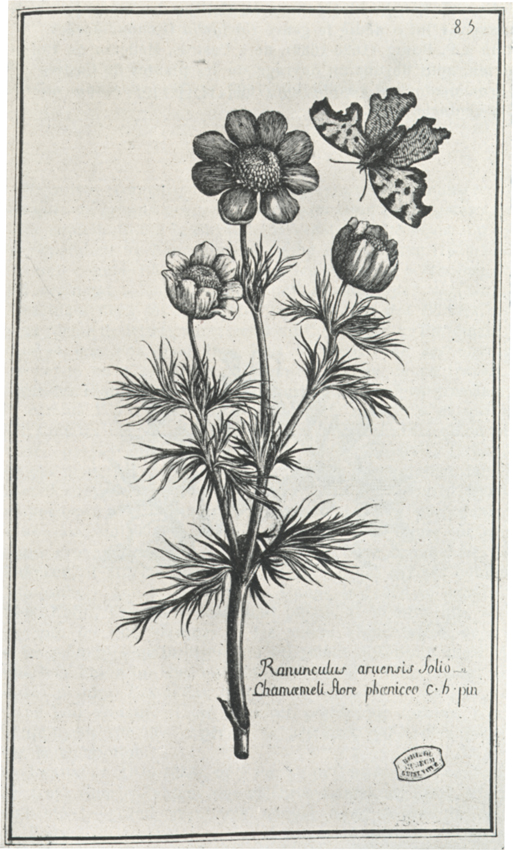
Ranunculus arvensis, tirée de l’Histoire des plantes qui naissent aux environs d'Aix (1715).

Pierre Joseph Garidel est un médecin et botaniste français, né le 1er août 1658 à Aix-en-Provence et mort le 6 juin 1737 à Aix-en-Provence.

## Enfance et études
Fils de Pierre Garidel, avocat, et de Louise de Barthelemy, Pierre Joseph est le cinquième enfant d'une famille de huit. Il poursuit ses études au collège des jésuites, passant ses jours de congé dans le jardin de l'apothicaire Jacques Daumas. Il y rencontre Joseph Pitton de Tournefort (1656-1708). Ils herboriseront ensemble en Provence, Dauphiné et Savoie.
Il entreprend ses études de médecine à Aix avec pour professeurs Honoré Bicaise et Antoine Mérindol.

## Le médecin et le botaniste
Il est reçu docteur le 23 juin 1682 à Aix-en-Provence et continue de recueillir des plantes. En 1689 il rencontre le père Charles Plumier (1646-1704) de retour des Antilles et lui fait connaître Tournefort. Avec l'appui de ce dernier, il est nommé le 28 septembre 1697 correspondant de l'Académie des sciences. Toutefois Tournefort n'arrivera pas à lui faire quitter la Provence car « il était trop amoureux de sa botanique de Provence pour se résoudre à changer ainsi de résidence pour le gain » (lettre du 28 janvier 1721 de Saurin à Decormis. Bibliothèque de la Méjanes).
Le 22 septembre 1707, il épouse à 48 ans Marguerite de Constant. Il n'aura pas d'enfant mais s'occupera de ses neveux et plus particulièrement de Joseph Lieutaud (1703-1780) qui deviendra médecin du roi.
Sur les conseils de Tournefort, il fait paraître en français son seul livre Histoire des plantes qui naissent aux environs d'Aix et dans plusieurs autres endroits de la Provence comprenant 100 planches et décrivant 1 400 plantes. Dans sa préface, Garidel insiste sur la nécessité de se fonder, pour connaître l'efficacité des plantes, sur l'expérimentation et non pas sur l'aspect extérieur, l'odeur et le goût du végétal. Les plantes sont présentées par ordre alphabétique. Cent planches finement gravées sont annexées au texte. Parmi celles-ci il faut plus particulièrement remarquer celle qui concerne le Kermès qui fait l'objet d'un long développement car Garidel, en tant que correspondant de l'Académie des sciences avait été chargé de faire un mémoire qu'il adressa à Tournefort. Il montre que le Kermès se développant sur une variété de chêne auquel il a donné son nom, n'est pas une graine mais un animal (cochenille Kermes vermilio). La planche est très détaillée.
Il est particulièrement mis à l'épreuve durant la grande peste de 1720 : « Nous sommes ici parmi les morts et les mourants. Les secours de la médecine sont trop faibles contre un mal que les païens ont traité de divin ».
Il meurt après une attaque d'apoplexie, le 6 juin 1737 à près de 78 ans et il est enseveli en l'église des Révérends pères observantins dans le caveau familial.

## Œuvres
- Histoire des plantes qui naissent aux environs d'Aix-en-Provence et dans plusieurs autres endroits de la Provence, Aix, Joseph David imprimeur du roy, 1715. 1 volume in folio avec XLVII pages de préface et d'explications des noms d'auteurs botanistes, 522 pages de texte et 22 pages non chiffrées de tables, avec 100 planches et un frontispice (Lire en ligne).

Une critique élogieuse de ce livre parait dans le Journal des Savants en 1718 qui précise que « M. Garidel a pour la botanique le même goût qu'avait le célèbre M. de Tournefort dont il était le compagnon d'étude et ami dès l'enfance ; il joint à ce goût une expérience acquise par une longue pratique de sa profession ». L'article se termine en précisant qu'« il serait à souhaiter pour le progrès de la botanique que tous ceux qui traitent de cette matière le fassent avec autant d' exactitude et de détail que M. Garidel et sussent en tirer autant d'avantage ».

## Hommages
Carl von Linné (1707-1778) a repris le nom de Garidella donné par Tournefort (1700, p. 655) en son honneur à un genre de plante de la famille des renonculacées. On a décrit deux espèces de ce genre dont la Garidelle Nigelle (Garidella nigellastrum), plante messicole typique que l'on ne trouve plus que dans le Vaucluse et les Bouches-du-Rhône ; la seule station stable se trouve dans le Vaucluse où des efforts sont menés conjointement par le Parc Naturel Régional du Luberon et le Conservatoire national de botanique de Porquerolles pour préserver le site. Cette plante est protégée au titre de l'annexe I de l'arrêté ministériel du 20 janvier 1982.
La ville de Manosque a donné le nom de Pierre Garidel à un de ses boulevards.

## Sources
- Georges J. Aillaud, Yvon Georgelin, Henri Tachoire : Marseille 2600 ans de découvertes scientifiques, Publications de l'Université de Provence, 2002.
- Georges J.Aillaud, Jean-Patrick Ferrari et Guy Hazzan : Les botanistes à Marseille et en Provence du XVIe au XIXe siècle (catalogue de l'exposition) ville de Marseille, 1982, 136 p. + 12 pl.
- Roux-Alphéran : Les rues d'Aix, Éd. Aubin, 1848, tome 2 p. 104 (article rue des Bernardines).
- Philippe Danton et Michel Baffray, Inventaire des plantes protégées en France, Mulhouse, Nathan, 1995.